# The Moon Is Down
The Moon Is Down es una novela dramática y distópica estadounidense escrita por John Steinbeck en 1942 y publicada por Viking Press.
La historia se centra en la ocupación militar de una pequeña localidad del norte de Europa de una nación sin especificar en guerra con Inglaterra o Unión Soviética (al igual que lo estuvo Noruega con la Alemania Nazi durante la II Guerra Mundial).

## Resumen
Tras ser invadidos por sorpresa, una pequeña localidad costera del norte de Europa debe convivir bajo las órdenes de un ejército invasor. Dicha población es importante en cuanto a recursos naturales, al tener un puerto y una gran mina de carbón. El Coronel Lanser, líder del batallón invasor, junto con sus hombres, establece su cuartel general en la casa del Alcalde Orden.
Mientras pasa el tiempo, la población empieza a impacientarse y a mostrarse hostiles hacia el enemigo, los cuales a su vez deben hacer frente al invierno del lugar. Lanser pretende instaurar la orden entre los locales, a sabiendas de que "no hay gente pacífica" cuando estos buscan liberarse del invasor. Todo esto se confirma cuando Alexander Morden, miembro de la comunidad es juzgado y ejecutado tras haber matado con un zapapico al Capitán Bentick cuando este se puso en medio para defender al Capitán Loft. El incidente provoca la indignación general de quienes fueran sus vecinos. En consecuencia se producen actos de sabotaje en las vías férreas con la mina y con los generadores eléctricos. A esto se suma ataques varios contra los soldados. Orden, el cual cuenta con el apoyo popular, le explica a Lanser que "destruir el espíritu de una persona de por vida es imposible".
El frío invierno y los constantes temores a sufrir otro ataque hacen mella en las fuerzas invasoras, cuyos soldados desean volver a casa conscientes del esfuerzo vano. Mientras, algunos miembros de la resistencia escapan a Inglaterra con el objetivo de pedir a las fuerzas inglesas explosivos y víveres para la población. Al cabo de poco tiempo, varias avionetas surcan los cielos, desde donde caen cartuchos de dinamita y barras de chocolate. Vista la situación, los militares toman la alcaldía y retienen al alcalde y a su amigo, Dr. Winter como prisioneros con la intención de ejecutarles si son atacados, no obstante Orden admite que nada puede detener al gentío y por ende, su muerte es inminente. Antes de su fatídico destino, este le cita a Winter el diálogo de Sócrates en la Apología y Fedón en la que señala que "la resistencia continuará".

## En la Europa ocupada
En cuanto al mercado internacional, se publicó ilegalmente una edición en francés en la Francia de Vichy bajo la editorial Les Éditions de Minuit, perteneciente a la Resistencia Francesa. Más adelante se publicarían más ediciones clandestinas en países ocupados por el III Reich, incluidos Noruega, Suecia, Dinamarca, Holanda e Italia, este último estado aliado de la Alemania Nazi.
Tuvo gran éxito en la Unión Soviética, siendo el libro estadounidense más leído durante la II Guerra Mundial. Aunque en ningún momento se revela el origen de las fuerzas de ocupación, las referencias al "Líder" y las "Memorias de las derrotas en Bélgica y Francia de hace 20 años" así lo sugieren.